# Marina Wallner
Marina Wallner est une skieuse alpine allemande, née le 7 novembre 1994 à Traunstein. Elle est une slalomeuse.

## Biographie
Membre du club d'Inzell, elle fait ses débuts dans des compétitions officielles de la FIS en 2009.
Elle est présente sur le circuit de Coupe d'Europe depuis février 2012, obtenant son premier podium en décembre 2013 à San Vigilio. 
Elle prend son premier départ en Coupe du monde en novembre 2013 à Levi, se qualifiant pour la deuxième manche (16e). 
En novembre 2015, elle se blesse à l'entraînement avec une rupture du ligament croisé antérieur ce qui la rend incapable de concourir cet hiver. En mars 2017, elle atteint le top dix à Squaw Valley avec une 7e place sur le slalom. Elle est sélectionnée pour les Championnats du monde 2017, où elle finit 17e du slalom.
En 2018, elle prend part aux Jeux olympiques de Pyeongchang, où elle est 19e du slalom. Cependant, elle est de nouveau victime d'une rupture du ligament croisé plus tard dans l'année.

## Palmarès

### Jeux olympiques
| Épreuve / Édition   | Descente | Super G | Slalom géant | Slalom | Combiné alpin |
| ------------------- | -------- | ------- | ------------ | ------ | ------------- |
| JO 2018 Pyeongchang |          |         |              | 19e    |               |

### Championnats du monde
| Épreuve / Édition          | Descente | Super G | Slalom géant | Slalom | Combiné alpin |
| -------------------------- | -------- | ------- | ------------ | ------ | ------------- |
| Mondiaux 2017 Saint-Moritz |          |         |              | 17e    |               |

### Coupe du monde
- Meilleur classement général : 47e en 2018.
- Meilleur résultat : 7e.
- 2 podiums par équipes.

#### Classements en Coupe du monde
| Année/Classement | Année/Classement | Général | Général | Slalom | Slalom |
| ---------------- | ---------------- | ------- | ------- | ------ | ------ |
| Année/Classement | Année/Classement | Class.  | Points  | Class. | Points |
| 2014             | 2014             | 93e     | 23      | 38e    | 23     |
| 2017             | 2017             | 68e     | 101     | 21e    | 101    |
| 2018             | 2018             | 47e     | 171     | 17e    | 171    |
| 2019             | 2019             | 104e    | 18      | 47e    | 18     |
| 2020             | 2020             | 102e    | 19      | 38e    | 19     |

### Championnats du monde junior
- Jasná 2014 :
  -  Médaille de bronze au slalom.
  -  Médaille de bronze au super-combiné.
  -  Médaille de bronze à l'épreuve par équipes.

### Coupe d'Europe
- 4 victoires.

Palmarès en mars 2019

### Championnats d'Allemagne
- Championne en super G en 2014.